# داميان وليامز
داميان وليامز (بالإنجليزية: Damian Williams)‏ هو لاعب كرة قدم أمريكية أمريكي، ولد في 26 مايو 1988 في دالاس في الولايات المتحدة.

## وصلات خارجية
- داميان وليامز على موقع مرجع كرة القدم المحترفة.كوم (الإنجليزية)